# Juan Crisóstomo Falcón

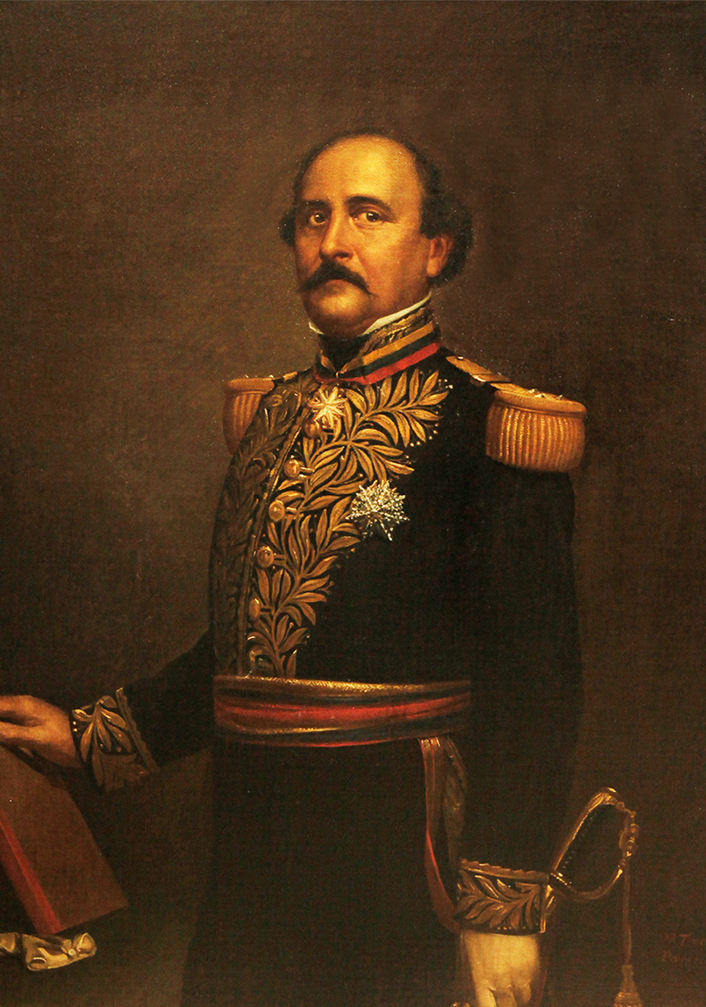
Juan Crisóstomo Falcón

Juan Crisóstomo Falcón y Zavarce (n. 27 ianuarie 1820, Hato Tabe, Venezuela - d. 29 aprilie 1870, Fort-de-France Martinique) a fost un militar și om politic, președintele Venezuelei în perioada 1863 - 1868.